# Коростишівська вулиця (Київ)
Корости́шівська ву́лиця — зникла вулиця, що існувала в Подільському районі міста Києва, місцевість Пріорка. Пролягала від Вишгородської вулиці до вулиці Брюсова.

## Історія
Виникла в 2-й половині XIX століття під назвою Совський провулок. Назву Коростишівська (на честь міста Коростишів) вулиця отримала 1955 року. 
Ліквідована у зв'язку зі зміною забудови в 1-й половині 1980-х років. Прилучався Коростишівський провулок.
Також назву Коростишівська з 1869 року до початку XX століття мала частина теперішньої вулиці Митрофана Довнар-Запольського.